# Осаждение плёнок и покрытий на подложку
Осаждение плёнок и покрытий на подложку (англ. film and coating deposition on a substrate) — способ получения непрерывных слоёв материала в виде плёнок или покрытий на холодной или подогретой поверхности подложки путём их осаждения из паров (газовой фазы), плазмы или коллоидного раствора.

## Описание
Химическое осаждение (CVD) плёнок из газовой фазы связано с высокотемпературными газовыми реакциями хлоридов металлов в атмосфере водорода и азота или водорода и углеводородов. Температурный интервал осаждения CVD-плёнок 1200—1400 K. Использование лазерного излучения снижает температуру осаждения до 600—900 K, что способствует образованию наноструктурированных плёнок. При осаждении из газовой фазы используются металлоорганические прекурсоры типа тетрадиметил(этил)амидов M[N(CH3)2]4 и M[N(C2H5)2]4, имеющие высокое давление пара; разложение прекурсора и активация газа-реагента (N2, NH3) производится с помощью электронного циклотронного резонанса.
Физическое осаждение (PVD) плёнок из газовой фазы реализуется в вакуумных камерах при давлении 10–2—10–3 Па путём конденсации на подложке паров материала, полученных нагревом, испарением или распылением мишени. Давление паров испаряемого материала составляет около 1 Па. В зависимости от способа воздействия на мишень различают катодное и магнетронное распыление, индукционное, лазерное и электронно-лучевое испарение. Основные параметры физического осаждения — температура подложки (температура конденсации), скорость конденсации, степень разрежения и способ испарения (распыления).
При осаждении из плазмы с использованием металлических катодов для поддержания дугового электрического разряда используются реактивные рабочие среды (смеси аргона с азотом или углеводородами при давлении ~0.1 Па); осаждение ведется на подложку, нагретую до 500—800 K; непрерывность и толщина плёнки, размеры кристаллитов в ней регулируются изменением давления газа и параметров электродугового разряда.
Осаждение на подложку плёнок из коллоидных растворов включает в себя подготовку раствора, осаждение, сушку и отжиг. Методом осаждения наночастиц оксидов и халькогенидов получают полупроводниковые плёнки ZnO, SnO2, TiO2, CdS, PbS. Наноструктурированные плёнки, содержащие наночастицы разных полупроводниковых веществ, получают методом соосаждения.
Импульсное электроосаждение наноструктурированных покрытий и плёнок из металлов осуществляется электролизом раствора, содержащего ионы осаждаемого элемента. Между слоем осаждённого металла на подложке и электродом, погружённым в раствор, создается изменяемая во времени (пульсирующая) разность потенциалов. Размер зёрен и химический состав плёнки можно регулировать изменением параметров импульсного режима, органическими добавками в раствор, температурой раствора и подложки.

## Источник
- Гусев А. И. Наноматериалы, наноструктуры, нанотехнологии. — М.: Наука-Физматлит, 2007. — 416 с.